# トレイルミックス

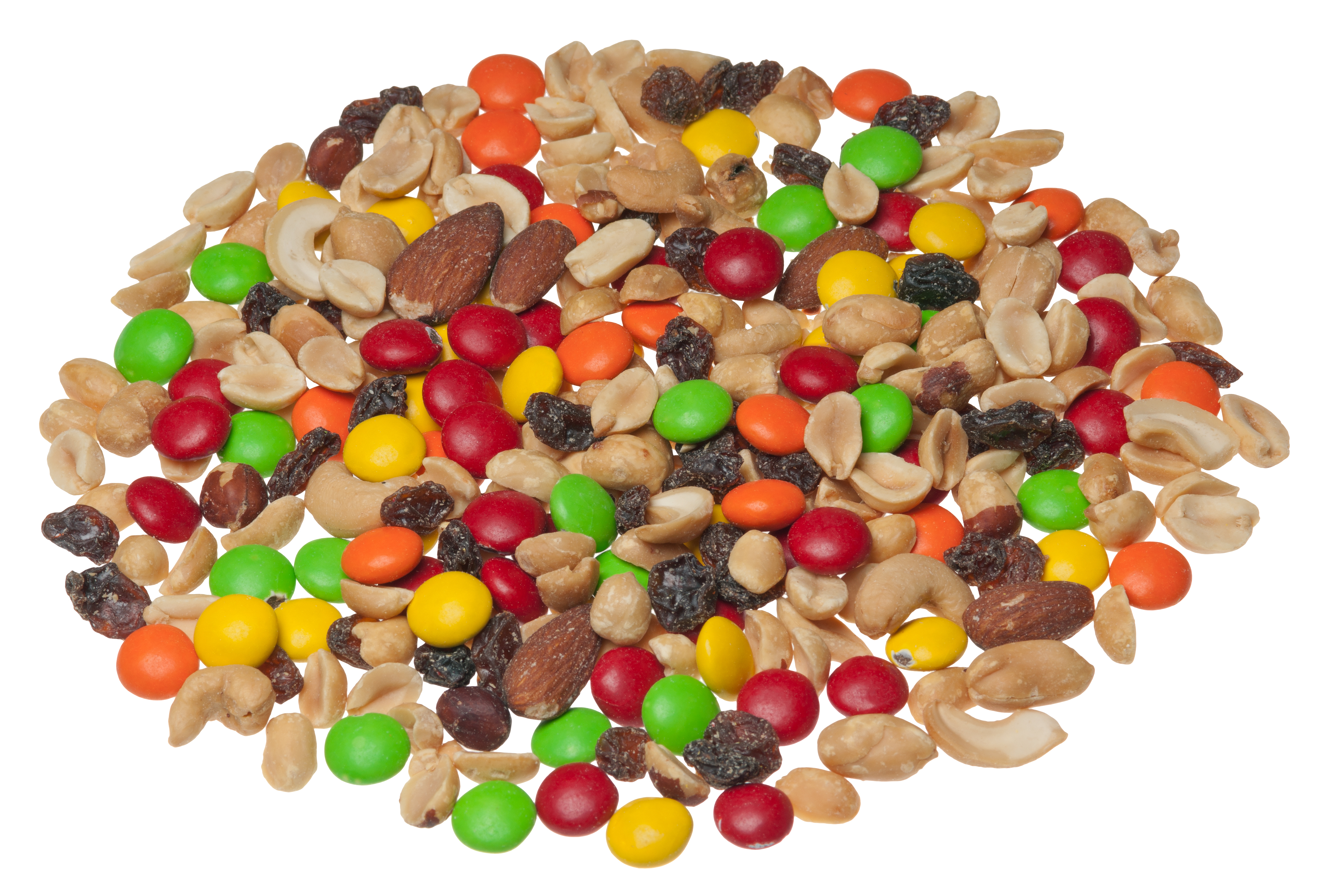
アメリカ合衆国の食品ブランドPlantersのトレイルミックス

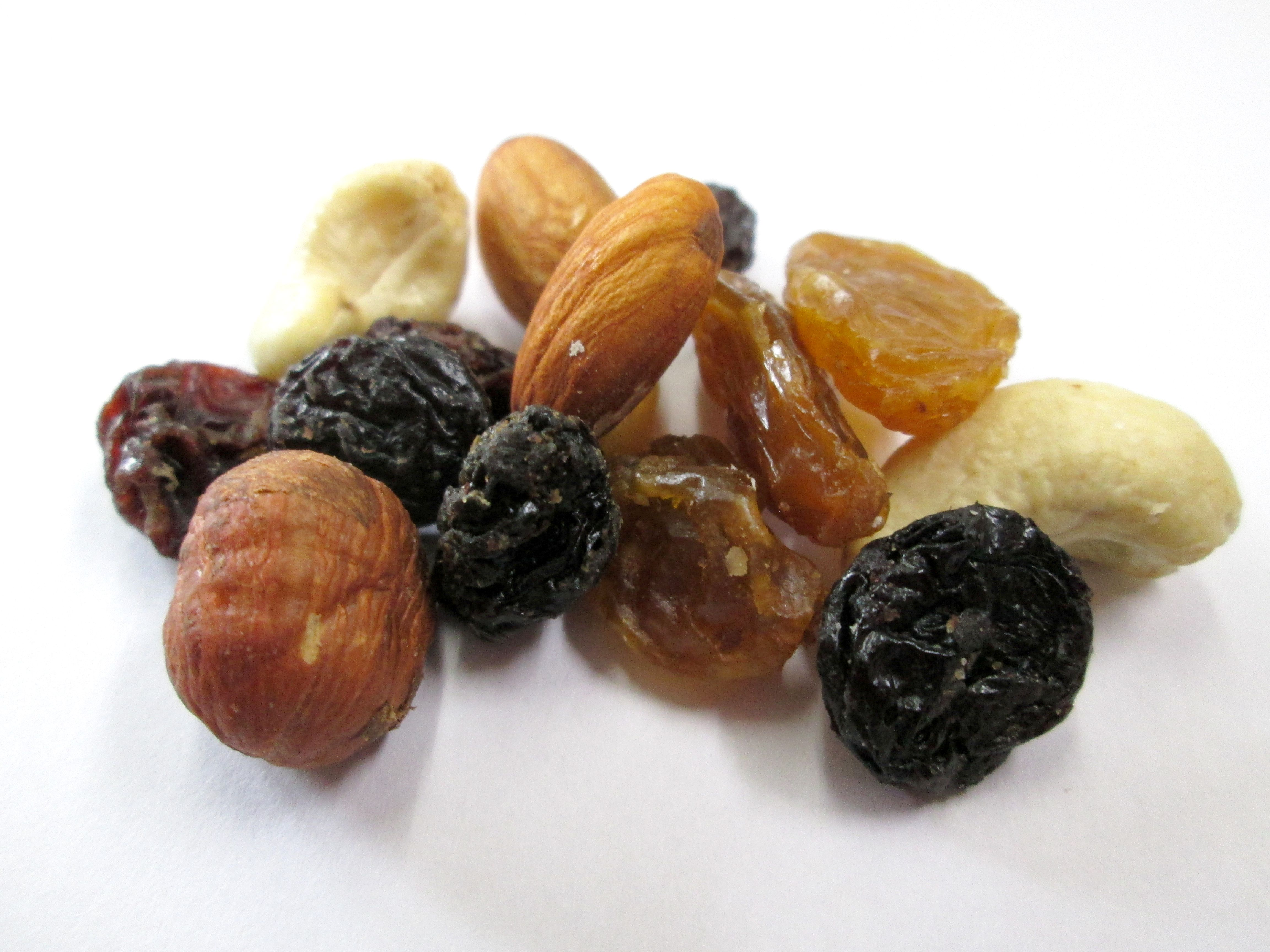
ドイツの「学生の餌」Studentenfutter

トレイルミックス（英: Trail mix, scroggin）は、スナックミックスの一種である。一般的にはグラノーラ、ドライフルーツ、ナッツなどを混ぜたもの（チョコレートを入れることもある）で、ハイキングの際に携帯する食品として開発された。トレイルミックスは軽量で保存が容易で栄養価が高く、ドライフルーツやグラノーラの炭水化物で素早くエネルギーを補給できるとともにナッツの脂質からも持続的にエネルギーを得られるため、ハイキングに理想的な軽食と考えられている。
ナッツ、レーズン、チョコレートの組み合わせで作られたトレイルスナックは少なくとも1910年代から確認されており、野外活動愛好家ホーラス・ケパート作の有名キャンプガイドでも紹介されている。

## その他の名称
ニュージーランドでは「scroggin」「schmogle」などと呼ばれている。一説では、「scroggin」は「sultanas, carob, raisins, orange peel, grains, glucose, and nuts（サルタナ、キャロブ、レーズン、オレンジピール、穀物, グルコース、およびナッツ）」または「sultanas, chocolate, raisins and other goody-goodies including nuts（サルタナ、チョコレート、レーズン、およびナッツを含むその他のおいしいもの）」の略とされているが、バクロニム（後付け）の可能性もある。
アメリカ英語では「gorp」という名称が北アメリカのハイカーの間で広く用いられている。これは一般的には「good ol' raisins and peanuts（古き良きレーズンとピーナッツ）」の頭字語とされているが、 M&M'sやその他ナッツ類を入れることもある。オックスフォード英語辞典では動詞「gorp」について1913年の参考文献を引用し、「ガツガツ食べる」を意味するとしている。 
ドイツ、ポーランド、ハンガリー、オランダ、スカンディナヴィア、その他ヨーロッパ諸国では、現地の言葉で「学生の餌」「学生のオート麦」「学生のミックス」などと呼ばれており、通常チョコレートは入っていない。イランでは、ミックスナッツは「ajil」と呼ばれており、ヤルダーのようなお祭りやメフムニ（mehmooni）などの社交行事で食されている。

## 材料
一般的な材料は以下のとおりである。
- ナッツ（アーモンド、カシューナッツなど）
- 豆果（ピーナッツ、煎ったダイズなど）
- ドライフルーツ（クランベリー、アンズ、リンゴ、バナナチップ、オレンジピールなど）
- チョコレート（チョコチップ、粒チョコレート、M&M's）
- シリアル（グラノーラなど）
- ライ麦チップス
- プレッツェル
- 種子（カボチャの種、ヒマワリの種など）
- キャロブチップス
- ココナッツシュレッド
- ショウガ（砂糖で煮て乾燥させ薄切りにしたもの）